# Фэнтянь (провинция)

Провинция Фэнтянь в 1911 году

Фэнтянь (кит. 奉天省) — провинция Северо-Восточной части Цинской империи, а с 1912 года — Китайской Республики. Существовала в 1907—1947 годах.
Провинция была образована в 1907 году, когда на территории Маньчжурии было введено гражданское управление (до этого вся власть была в руках шэнцзинского цзянцзюня), столицей новой провинции стала Фэнтяньская управа. В 1929 году Чжан Сюэлян сменил название провинции на «Ляонин», взяв первый и последний иероглифы из фразы «辽河两岸永远安宁» («На берегах Ляохэ повсюду и навсегда — мир»).
После японской интервенции 1931 года в 1932 году на территории китайского Северо-Востока было образовано марионеточное государство Маньчжоу-го, которое вернуло провинции название «Фэнтянь». В 1934 году из неё были выделены провинции Аньдун и Цзиньчжоу, а в 1941 — провинция Сыпин. По окончании Второй мировой войны гоминьдановское правительство формально восстановило провинцию Ляонин в довоенных границах, но к тому времени от структур старого административного деления (на три провинции) уже практически ничего не осталось. Поэтому правительство Китайской Республики разработало план, в соответствии с которым территория китайского Северо-Востока должна была быть разбита на 9 провинций. Новое административное деление вступило в силу с 5 июня 1947 года.